# Hitrádio Apollo
Hitrádio Apollo (do 1. září 2008 Rádio Apollo) byla česká regionální stanice, která zahájila vysílání 1.11.1994. Majitelkou rádia byla Simike Valigurová. Ze začátku stanice sídlila ve Valašském Meziříčí, později začala vysílat hlavně z olomouckého studia.

## Historie
Stanice původně vysílala hudební formát AC, podobně, jako konkurenční Rádio Orion. V roce 2000 došlo ke změně a původní formát nahradilo country. Majitelka změnu zaměření zdůvodnila tím, že chce posluchačům nabídnout alternativu. Později stanice nasadila formát Rádia Blaník a v té době i Radia čas (tedy časem prověřené české, slovenské i světové hity). Dne 1. září 2008 se stanice začlenila do sítě Hitrádií, s čímž byla spojena změna názvu, znělek a hudebního stylu, který se přizpůsobil ostatním stanicím. Nadále zůstalo zachováno odpojované vysílání pro Valašsko a Olomoucko.

## Zánik
Dne 1. srpna 2011 začalo Hitrádio Apollo přebírat program Hitrádia Orion v kombinaci s odpojovaným vysíláním pro Valašsko a Olomoucko (zprávy, pozvánky, počasí, doprava, reklamy). O měsíc později došlo k přejmenování na Hitrádio Orion Morava. Důvody ke změně názvu byly dva – pokrytí, které měly obě stanice stejné, a druhým důvodem byla poslechovost, podle které posluchači v místě překryvu signálem obou stanic preferovali Orion.
Většina vysílacích frekvencí bývalého Apolla je stále v provozu. Využívá je Hitrádio Orion.
- 99,8 MHz Valašské Meziříčí
- 89,3 MHz Bystřice pod Hostýnem
- 101,9 (později 95,6) MHz Olomouc